# Городское поселение Дедовск
Городско́е поселе́ние Де́довск — упразднённое муниципальное образование в составе Истринского муниципального района Московской области.
Законом Московской области от 22 февраля 2017 года № 21/2017-ОЗ, 11 марта 2017 года все муниципальные образования Истринского муниципального района — городские поселения Дедовск, Истра и Снегири, сельские поселения Бужаровское, Букарёвское, Ермолинское, Ивановское, Костровское, Лучинское, Новопетровское, Обушковское, Онуфриевское, Павло-Слободское и Ядроминское — были преобразованы, путём их объединения, в городской округ Истра.

## Географическое положение
- Нахождение: восточная часть Истринского района
- Граничит:
  - с севера и востока — с Красногорским районом
  - с юга и юго-запада — с Павлово-Слободским сельским поселением Истринского района
  - с запада — с Городским поселением Снегири Истринского района.
- По территории поселения проходит железная дорога Москва — Рига (Рижское направление Московской железной дороги), имеются станция Дедовск и платформы Малиновка и Миитовская
- По территории поселения проходит автодорога Москва — Волоколамск

## Население
| 2006    | 2007    | 2008    | 2009    | 2010    | 2011    |
| ------- | ------- | ------- | ------- | ------- | ------- |
| 29 275  | ↘28 168 | ↘27 862 | ↗28 267 | ↗29 519 | ↗29 785 |
| 2012    | 2013    | 2014    | 2015    | 2016    | 2017    |
| →29 785 | ↗29 880 | ↗30 024 | ↘29 972 | ↘29 918 | ↗30 022 |

Городское население, проживающее в городе Дедовск, составляет 29 426 человек, сельское население — 454 человека (2013).

## Состав
В состав городского поселения Дедовск входило 3 населённых пункта:
| Вид     | Наименование              | Население, чел. (2010) |
| ------- | ------------------------- | ---------------------- |
| город   | Дедовск                   | 30 373                 |
| посёлок | Дедовской школы-интерната | 111                    |
| деревня | Талицы                    | 300                    |

## Экономика

### Основные предприятия
- ОАО «Сокол» — Дедовский завод керамической плитки
- Дедовская обувная фабрика «Дефо»
- ОАО «Дедовский хлеб»
- ООО ПК «ХИМПЭК»